# Leuschner (cráter)

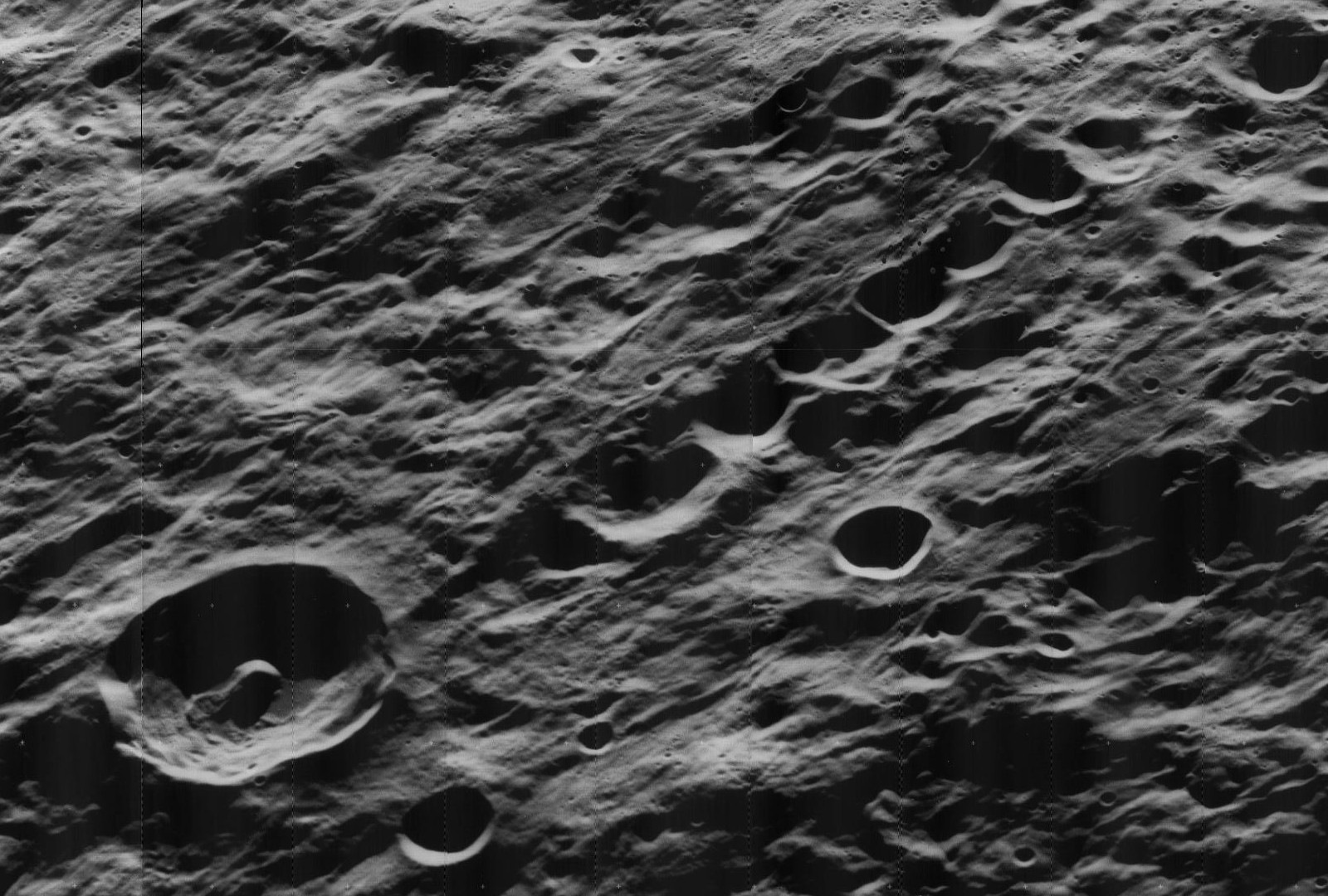
Vista oblicua de Leuschner (abajo izquierda) con la Catena Leuschner (GDL) (fila de cráteres arriba a la derecha), mirando al oeste

Leuschner es un cráter de impacto perteneciente a la cara oculta de la Luna, situado al noroeste de los Montes Cordillera. Se encuentra al norte del cráter Grachev, en la falda exterior de materiales eyectados que rodea la cuenca de impacto del Mare Orientale. Se trata de un cráter circular con un borde que solo ha sido ligeramente erosionado por impactos posteriores. Dentro del suelo interior aparece una formación de crestas central.
La Catena Leuschner (GDL) es una cadena de cráteres que comienza en el borde exterior norte de Leuschner, ubicada con rumbo noroeste hacia el cráter Kolhörster. La posición de este elemento es radial con respecto al impacto que formó el Mare Orientale, y probablemente fue causada por grandes bloques expulsados durante la formación del este mar.

## Cráteres satélite
Por convención estos elementos son identificados en los mapas lunares poniendo la letra en el lado del punto medio del cráter que está más cercano a Leuschner.
|           | \| Leuschner \| Coordenadas \| Diámetro \| \| --------- \| ------------------------------ \| -------- \| \| L \| 1°06′S 108°48′O / -1.1, -108.8 \| 18 km \| \| Z \| 5°18′N 109°18′O / 5.3, -109.3 \| 18 km \| |          |
| Leuschner | Coordenadas | Diámetro |
| L         | 1°06′S 108°48′O / -1.1, -108.8 | 18 km    |
| Z         | 5°18′N 109°18′O / 5.3, -109.3 | 18 km    |